# ناحیه عموشه
دائرة عموشه (به عربی: دائرة عموشة) یک سکونتگاه مسکونی در الجزایر است که در استان سطیف واقع شده‌است.